# Colombodesmus catharus
Colombodesmus catharus är en mångfotingart som beskrevs av Chamberlin 1923. Colombodesmus catharus ingår i släktet Colombodesmus och familjen Chelodesmidae. Inga underarter finns listade i Catalogue of Life.